# Miquel Brown
Miquel Brown, född 8 februari 1949, är en kanadensisk discosångerska. Hon är mest känd för låten "So Many Men So Little Time" från 1983 som har blivit en klassisk gaydiscolåt.
Brown är styvsyster till Amii Stewart och mor till Sinitta.